# Schlachtgeschwader 5
Schlachtgeschwader 5 (dobesedno slovensko: Bojni polk 5; kratica SG 5 oz. SchlG 5) je bil jurišni letalski polk (Geschwader) v sestavi nemške Luftwaffe med drugo svetovno vojno.

## Organizacija
- štab
- I. skupina[1]